# Rotheca aurantiaca
Rotheca aurantiaca là một loài thực vật có hoa trong họ Hoa môi. Loài này được (Baker) R.Fern. mô tả khoa học đầu tiên năm 2000.